# 日部神社
日部神社（くさべじんじゃ）は、大阪府堺市西区草部にある神社。式内社で、旧社格は村社。

## 祭神
彦坐王・神武天皇・道臣命を主祭神とする。彦坐命は日下部首氏の祖神である。日下部首氏はこの一帯を拠点としていた豪族で、一族には浦島太郎もいたという。
当社は明治時代に鶴田村大字草部字輪之内にあった日部神社、同字寺山の八坂神社、大字原田の熊野神社、大字上の菅原神社を合祀したもので、社名と主祭神は式内社である旧日部神社のものを採用している。他に旧八坂神社の素盞嗚尊、旧熊野神社の伊弉冉尊、旧菅原神社の菅原道真を合せ祀る。

## 歴史
日部神社の創建の由緒は不詳であるが、神武天皇が東征の際に上陸し、長髄彦と最初の戦いをした「日下の蓼津」はこの一帯であると『古事記伝』に記されている。
明治44年に八坂神社・熊野神社・菅原神社が日部神社に合祀され、旧八坂神社の社地に遷座した。

## 境内
社地および本殿・神門は旧八坂神社のものである。本殿前の石燈籠に製作日の記録として「正平二十四年卯月八日」と彫られていることから本殿は南北朝時代から室町時代にかけての建造とみられ、本殿・石燈籠は大正6年（1917年）、重要文化財に指定された。『和泉名所図会』（寛政8年（1796年））第2巻によれば、これは南北朝時代を代表する名将楠木正儀の寄進によるものと言われる（詳細は楠木正儀#墓所・史跡など）。本殿の蟇股には、さまざまな彫刻が施されてある。拝殿は旧菅原神社のものを移築したものである。
日部神社の旧社地は現在地の南300mの所で、道臣命が埋葬されていると伝えられる御山古墳の側にある。遷座後の旧社地は大正初年に民間に買却され、現在は住宅地となっている。

## 祭事・年中行事
- 夏祭（7月13日）
- 地車（だんじり）祭（10月5日）

## 文化財

### 重要文化財
- 本殿 - 南北朝時代の作[2]。
- 石燈籠 - 南北朝時代 正平24年(1369年)の作[3]。

### 堺市指定文化財
- 神門 - 江戸時代の作[4]。